# هاري لوف
هاري لوف (30 مايو 1871 في المملكة المتحدة - 26 مارس 1942 في المملكة المتحدة) (بالإنجليزية: Harry Love)‏ هو لاعب كريكت بريطاني وبريطاني (وحمل سابقاً جنسية المملكة المتحدة لبريطانيا العظمى وأيرلندا). لعب مع نادي مقاطعة ساسكس للكركيت ‏.

## وصلات خارجية
- هاري لوف على موقع إي آس بي آن كريك إنفو (الإنجليزية)